# Sárrétudvari
Sárrétudvari là một làng thuộc hạt Hajdú-Bihar, Hungary. Làng này có diện tích 54,42 km², dân số năm 2010 là 2812 người, mật độ 52 người/km².